# Antonov An-70
El Antonov An-70 es un avión de transporte de medio alcance de nueva generación propulsado por cuatro motores. Es el primer avión de grandes dimensiones en ser propulsado por motores propfan. Desarrollado por la oficina de diseño ucraniana Antonov para reemplazar al anticuado avión de transporte militar Antonov An-12, el diseño del An-70 comenzó a principios de los años 1990, en la Unión Soviética. El primer vuelo del primer prototipo tuvo lugar el 16 de diciembre de 1994 en Kiev, Ucrania.

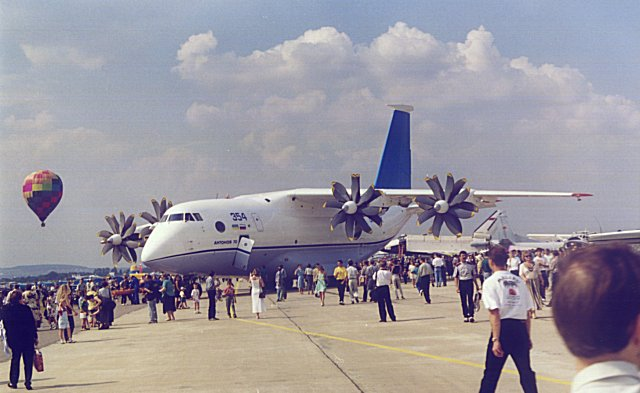
Antonov An-70 en el MAKS de 1997.

## Diseño y desarrollo
Los trabajos para el diseño y desarrollo del An-70 comenzaron en la antigua Unión Soviética en los comienzos de los años ochenta. Por tal motivo, se establecieron plantas para producción en serie en las ciudades de Kiev y Samara, Rusia, que garantizaban el empleo a cerca de 80.000 personas en Rusia y Ucrania. El gobierno soviético había mostrado interés en la compra de unos 160 aviones para sus necesidades de transporte. Pero en los comienzos de la era postsoviética de reducción de los gastos militares en Rusia, los recursos para el desarrollo conjunto de la aeronave fueron cortados. Antonov por tanto, decidió proceder al desarrollo en solitario del mismo.
El An-70 es un monoplano de ala alta con cuatro motores Propfan, éste tiene una cabina de cristal completa y Fly-by-wire o controles (mandos) de vuelo por cable. El avión tiene 19,1 metros (22,4 metros con la rampa) x 4 metros x 4,1 metros de espacio de carga, y puede transportar 47 toneladas de carga. Está propulsado por cuatro motores Progress D-27 Propfan, haciendo girar cada uno de ellos un par de hélices de contra rotación (rotación invertida).
El primer prototipo se perdió durante su cuarto vuelo el 10 de febrero de 1995, en una colisión en medio del aire con un Antonov An-72. La aeronave se mostró tan prometedora durante sus primeros tres vuelos que Antonov decidió acelerar el proyecto y convertir el prototipo de prueba estático en prototipo de vuelo. La segunda célula fue puesta en el aire el 8 de diciembre de 1996, sólo 21 meses después del accidente de la primera antes mencionada.
El An-70 fue el primer avión de transporte del antiguo bloque del Este a ser construido de acuerdo a las nuevas normas IAC AP-25 que están acuerdo con el estándar de diseño JAR-25, desarrollado por la JAA para los aviones de categoría de transporte (dicho estándar permite la certificación civil en ambas Europa Occidental y Norteamérica). Otra innovación, fue el uso de un bus de datos compatible MIL-STD-1553B, el cual permite la instalación de suites de aviónica y defensa de la OTAN.

## Actualidad
El An-70, a pesar de ser un proyecto prometedor, no será fabricado en serie. Rusia no apoya su construcción y, en su lugar, se concentra en una versión modernizada del Ilyushin Il-76, el Il-476.

## Operadores
Ucrania
- Fuerza Aérea Ucraniana. 2,[6][7] 5[8][9]

## Especificaciones

### Características generales
- Tripulación: 3 - 5
- Capacidad: 300 soldados o 206 heridos
- Carga: 47 toneladas
- Longitud: 40,7 m (133,5 ft)
- Envergadura: 44,1 m (144,6 ft)
- Altura: 16,4 m (53,7 ft)
- Peso vacío: 66 230 kg (145 970,9 lb)
- Peso cargado: 108 860 kg (239 927,4 lb)
- Peso máximo al despegue: 145 000 kg (319 580 lb)
- Planta motriz: 4× Propfan Progress D-27.
  - Potencia: 10 350 kW (14 270 HP; 14 074 CV) cada uno.

### Rendimiento
- Velocidad máxima operativa (Vno): 780 km/h (485 MPH; 421 kt)
- Velocidad crucero (Vc): 729 km/h (453 MPH; 394 kt)
- Velocidad de entrada en pérdida (Vs): 100 km/h (62 MPH; 54 kt)
- Alcance: 6600 km (3564 nmi; 4101 mi) con 20 toneladas de carga
- Alcance en ferry: 8000 m (26 247 ft)
- Techo de vuelo: 12 000 m (39 370 ft)
- Régimen de ascenso: 24,9 m/s (4902 ft/min)

### Aeronaves similares
- - Embraer KC-390
- - Shaanxi Y-9
 - Xian Y-20
- - C-130J Super Hercules
- - Airbus A400M
- - C-160 Transall
- - Kawasaki C-X
- - Short Belfast